# Spoorlijn Essen-Überruhr - Bochum-Langendreer
De spoorlijn Essen-Überruhr - Bochum-Langendreer is een Duitse spoorlijn en is als spoorlijn 2165 onder beheer van DB Netze.

## Geschiedenis
Het traject werd door de Bergisch-Märkische Eisenbahn-Gesellschaft in fases geopend.
- Überruhr - Steele Ost: 1 juni 1863
- Steele Ost - Dahlhausen: 21 september 1863
- Dahlhausen - Bochum-Laer: 10 oktober 1870
- Bochum-Laer - Langendreer: 5 oktober 1862

Sinds 1969 is het gedeelte tussen Dahlhausen en Bochum-Laer gesloten en opgebroken. 

## Treindiensten
Op het traject rijdt de S-Bahn Rhein-Ruhr de volgende routes:
| Serie | Treinsoort            | Route | Bijzonderheden |
| ----- | --------------------- | --- | -------------- |
| S 3   | S-Bahn (DB Regio NRW) | Oberhausen Hbf – Mülheim (Ruhr) Hbf – Essen Hbf – Hattingen (Ruhr) Mitte                                                            |                |
| S 9   | S-Bahn (DB Regio NRW) | Haltern am See – Marl Mitte – Bottrop Hbf – Essen Hbf – Essen-Kupferdreh – Velbert-Langenberg – Wuppertal-Vohwinkel – Wuppertal Hbf |                |

## Aansluitingen
In de volgende plaatsen is of was er een aansluiting op de volgende spoorlijnen:
Essen-Überruhr
DB 2400, spoorlijn tussen Düsseldorf en Hagen
Essen-Steele Ost Bez Ruhrbrücke
DB 2193, spoorlijn tussen aansluiting Essen-Steele Ost Bez Ruhrbrücke en Essen-Steele
Essen-Steele Ost
DB 2166, spoorlijn tussen Essen-Steele Ost W81 en W92
DB 2195, spoorlijn tussen Essen-Steele W107 en W79
DB 2291, spoorlijn tussen Mülheim-Styrum en Bochum
Bochum-Dahlhausen
DB 2167, spoorlijn tussen Bochum-Dahlhausen W301 en W397
DB 2400, spoorlijn tussen Düsseldorf en Hagen
Bochum-Weitmar
DB 2155, spoorlijn tussen Bochum Nord en Bochum-Weitmar
Bochum-Langendreer
DB 2140, spoorlijn tussen Bochum-Langendreer en Witten
DB 2142, spoorlijn tussen Bochum-Langendreer en aansluiting Langendreer Kreuz
DB 2151, spoorlijn tussen Bochum Präsident en Dortmund aansluiting Flm
DB 2156, spoorlijn tussen aansluiting Prinz von Preußen en Bochum-Langendreer
DB 2157, spoorlijn tussen aansluiting Prinz von Preußen en Bochum-Langendreer
DB 2158, spoorlijn tussen Bochum en Dortmund
DB 2190, spoorlijn tussen Bochum en Dortmund

## Elektrische tractie
Het traject werd gedeeltelijk geëlektrificeerd met een wisselspanning van 15.000 volt 16⅔ Hz.